# Woodford Reserve

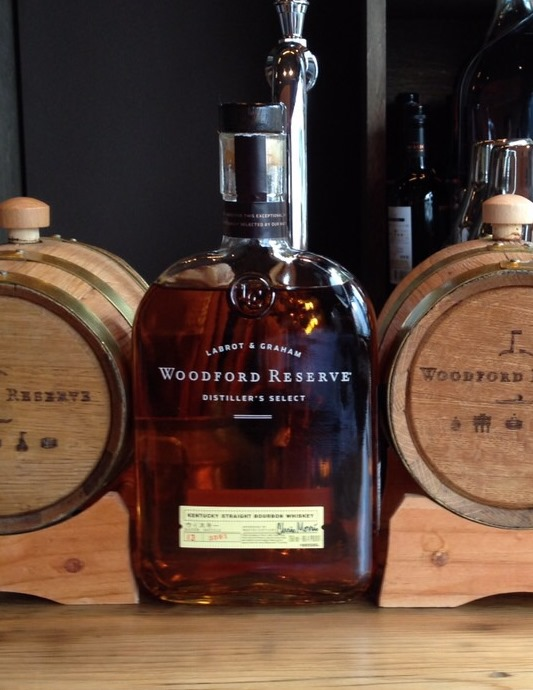
Woodford Reserve Distiller's Select

Woodford Reserve ist ein Bourbon Whiskey, der in Versailles, Kentucky produziert wird. Woodford Reserve gehört zum US-amerikanischen Konzern Brown-Forman, dem unter anderem auch Jack Daniel’s, die größte Bourbon-Brennerei der Welt, gehört. Die Herstellung des Whiskeys erfolgt zu einem kleinen Teil in der als Besucherzentrum ausgebauten Woodford Reserve Destillerie, die ungefähr 8 Meilen von der Stadt Versailles entfernt liegt und zu einem größeren Teil in einer ungenannten Destillerie, vermutlich die deutlich größere Early Times Distillery von Brown-Forman im nahe gelegenen Shively, Kentucky.

## Geschichte
Eine Destillerie an diesem Standort gibt es seit 1812. Elijah Pepper eröffnete hier eine Brennerei, in der er Old Pepper Whiskey produzierte. In der Destillerie arbeitete der Master Distiller James C. Crow, der die amerikanische Whiskey-Herstellung revolutionierte. Crow war der erste, der weniger auf Tradition und die Kenntnis des Master Distillers setzte, sondern konsequent wissenschaftliche Methoden anwendete und so verlässlich und reproduzierbar einen Whiskey hoher Qualität produzieren konnte. 1878 kauften Labrot & Graham die Anlage auf, 1940 ging sie an den Getränkekonzern Brown-Forman. Nachdem in den 1970ern eine Bourbon-Krise in den USA herrschte, verkaufte Brown-Forman die Destillerie 1970ern, um sie nach dem erneuten Anziehen des Marktes seit Ende der 1980er im Jahr 1992 wieder zu kaufen und für 14 Millionen US-Dollar zu restaurieren.
Der Entstehungsort des Woodford Reserve Bourbons ist die Early Times Distillery von Brown-Forman. Brown-Forman hatte die Labrot & Graham Destillerie 1992 gekauft und dort 1996 den Betrieb aufgenommen. Da der dort produzierte Whiskey sechs Jahre reifen sollte, suchte Brown-Forman nach einem Produkt, das sich von 1996 bis 2002 in der Labrot & Graham Distillery verkaufen ließ. Der Konzern Brown-Forman begann, die besten Fässer des Old-Forester-Whiskeys auszuwählen, bei Labrot & Graham zu Ende zu lagern und unter der neuen Marke Woodford Reserve zu verkaufen. Der Produktname Woodford spielt dabei auf den 
Woodford County an, in dem die Destillerie liegt und Reserve sollte edel klingen. Das Label war so erfolgreich, dass der bei Labrot & Graham gebrannte Whiskey unter derselben Marke verkauft war, als er die Fässer verlassen konnte. 
1995 wurde die Woodford-Reserve-Destillerie im National Register of Historic Places unter NRHP-Nr. 95001272 aufgenommen, seit 2000 zählt sie zu den National Historic Landmarks. Brown-Forman vermarktet die Destillerie als Besucherziel: Im Jahr 2005 besuchten 55.000 Menschen den Komplex.

## Herstellung

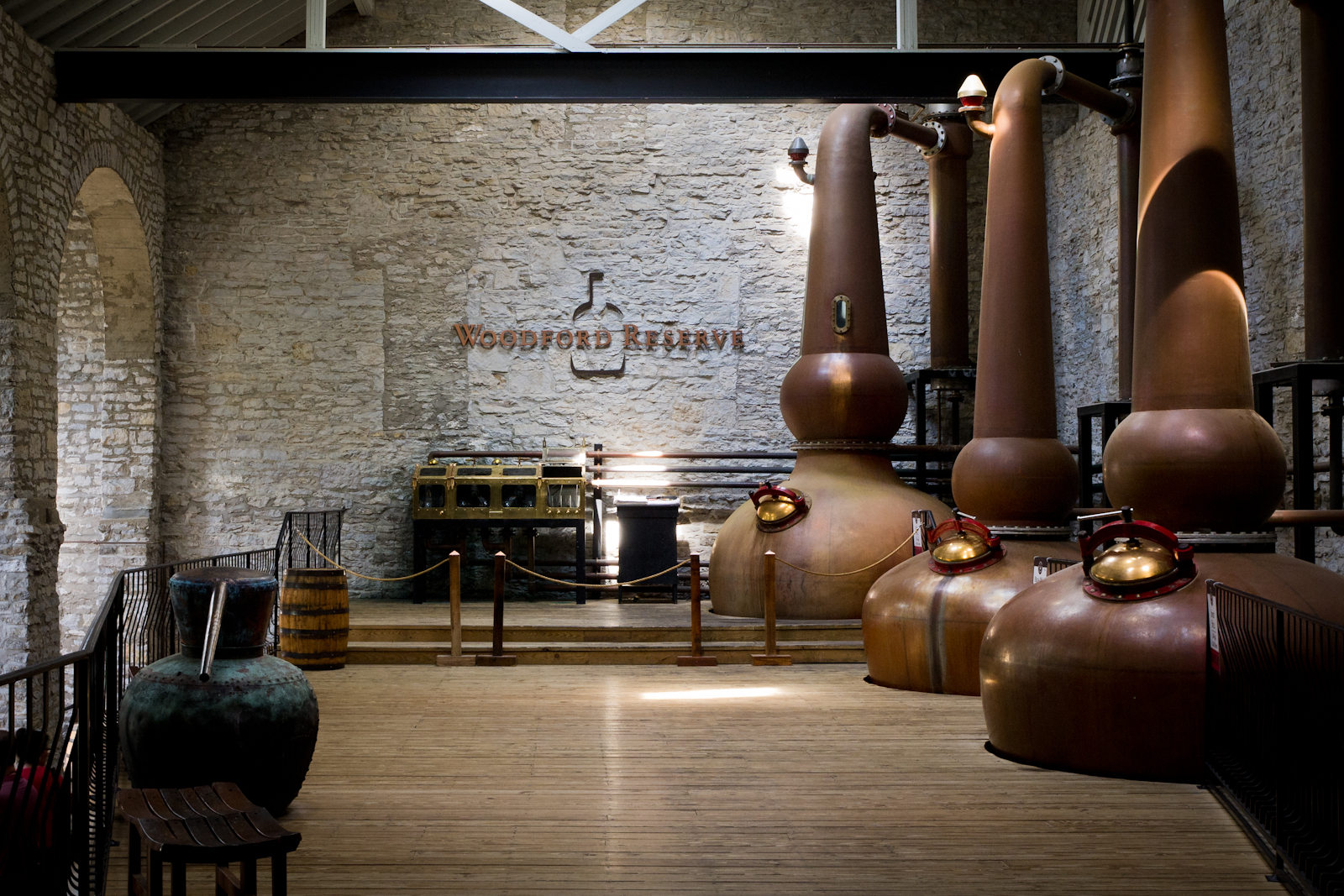
Destillationsanlage

Woodford Reserve ist ein Bourbon Whiskey, dessen Herstellung im Wesentlichen anderen Bourbons gleicht. Allerdings wird der Whiskey dreimal destilliert im Gegensatz zur in der Industrie üblichen doppelten Destillation und als einer von nur wenigen Bourbons kommt Woodford Reserve aus kupfernen Pot Stills.
Wie fast alle Bourbons wird Woodford Reserve aus Mais, Roggen, Gerstenmalz und Quellwasser hergestellt, wie bei allen Kentucky-Bourbons stammt das Wasser aus Kalksteinböden. Wie bei allen Bourbons erfolgt eine fünf- bis siebentägige traditionelle Hefegärung (Fermentation) nach dem Sour-Mash-Verfahren. Ungewöhnlich für Bourbon ist die dreifache Destillation in Pot-Stills aus Kupfer. Durch Mischen mit destilliertem Wasser wird der Alkoholgehalt auf 55 % Vol. eingestellt. In der Regel reift ein Bourbon mindestens vier Jahre in Fässern. Über die Dauer der Fassreife und den genauen Zeitpunkt der Abfüllung entscheidet bei Woodford Reserve der Master Distiller.
Jede einzelne Flasche ist mit einer Batch-Nummer und einer Flaschen-Nummer gekennzeichnet. Woodford Reserve hat einen Alkoholgehalt von 43,2 % Vol.

## Kritiken und Auszeichnungen
2005: Gewinn der doppelten Goldmedaille bei der San Francisco World Spirits Competition. Seitdem bekam die Marke Gold- (2006–2007; 2011–2012) und Silber- (2008; 2010) Medaillen bei diesem jährlichen Event.

## Woodford Reserve Master’s Collection
In 2005 wurden die ersten Flaschen der Woodford Reserve Master’s Collection, einer Premiumserie hergestellt. Seitdem wird jährlich eine limitierte Kollektion an ausgewählten Lokalitäten angeboten.
| Jahr | Bezeichnung          | Proof | Alkoholgehalt in % |
| ---- | -------------------- | ----- | ------------------ |
| 2005 | Four Grain Batch #1  | 92.4  | 46.2               |
| 2006 | Four Grain Batch #2  | 92.4  | 46.2               |
| 2007 | Sonoma Cutrer Finish | 86.4  | 43.2               |
| 2008 | Sweet Mash 1838      | 86.4  | 43.2               |
| 2009 | Seasoned Oak Finish  | 100.4 | 50.2               |
| 2010 | Maple Wood Finish    | 94    | 47.2               |
| 2011 | Aged Cask Rye        | 92.4  | 46.2               |
| 2011 | New Cask Rye         | 92.4  | 46.2               |
| 2012 | Four Wood            | 94.4  | 47.2               |